# San Ignacio Miní
San Ignacio Miní var en av många kristna missionstationer grundande 1632 av Jesuiterna i Amerika under den Spanska koloniseringen av Amerika nära San Ignacios dalgång, omkring 60 km norr om Posadas i provinsen Misiones, Argentina.

## Historia
Den ursprungliga missionen etablerades kring 1610 av prästerna José Cataldino och Simón Maceta i regionen kallad Guayrá av urbefolkningen och La Pinería av de spanska Conquistadorerna i nutida delstaten Paraná i Brasilien. På grund av återkommande portugisiska bandeirantes, flyttades missionsstationen 1632 och fick inte sin nuvarande placering förrän 1696 och kallades San Ignacio Miní (lilla på Guaraní) för att särskilja den från dess homonym San Ignacio Guazú (stora).
På 1700-talet hade missionsstationen en befolkning på omkring 3 000 invånare, en rik kultur och hantverksverksamhet, som kommersialiserades genom den närliggande Paranáfloden. Men efter förbjudandet av Jesuitorden 1767, lämnade Jesuiterna missionen året därpå, och missionen slog igen för gott 1817, liksom andra missioner i området.
Ruinerna är en av de bäst bevarade bland ett antal uppförda i ett område som idag hör till Argentina, Brasilien och Paraguay och en av de mest besökta tack vare sitt läge. Missionsstationen försvann under årens lopp i den täta vegetationen, men resterna av "Guaranifolkets byggnader i barockstil" återfanns 1897 och väckte intresse hos befolkningen efter 1903 års expedition dit av poeten Leopoldo Lugones. Dess restaurering kom dock att dröja till 1940.
Det centrala torget omgavs av kyrkan, en Cabildo, en kyrkogård, ett kloster och några hus. Den mäktiga kyrkan, 74 meter lång och 24 meter bred, ritades av den italienska prästen Juan Brasanelli, och byggdes av lokalt huggen röd sandsten. Murarna är cirka 2 meter breda, som trots det sköra materialet gjorde att byggnaden fortfarande fanns kvar efter över två århundraden.
1984 blev ruinerna ett världsarv och hyser idag Museo Jesuítico de San Ignacio Miní. Tre andra jesuitiska missionsruiner i provinsen ingår också i världsarvet: Nuestra Señora de Loreto, Nuestra Señora de Santa Ana samt Santa María La Mayor.
San Ignacio Miní sattes upp på World Monuments Watch 1996, för att uppmärksamma det skriande behovet av reparationer och behovet av en bevarandeplan. Med medel från American Express, restaurerades den östra sidoporten. Sedan dess har också huvudportalen återställts, ett informationscenter byggts och en konferens om platsens framtid har ägt rum.